# بالاپوش‌داران

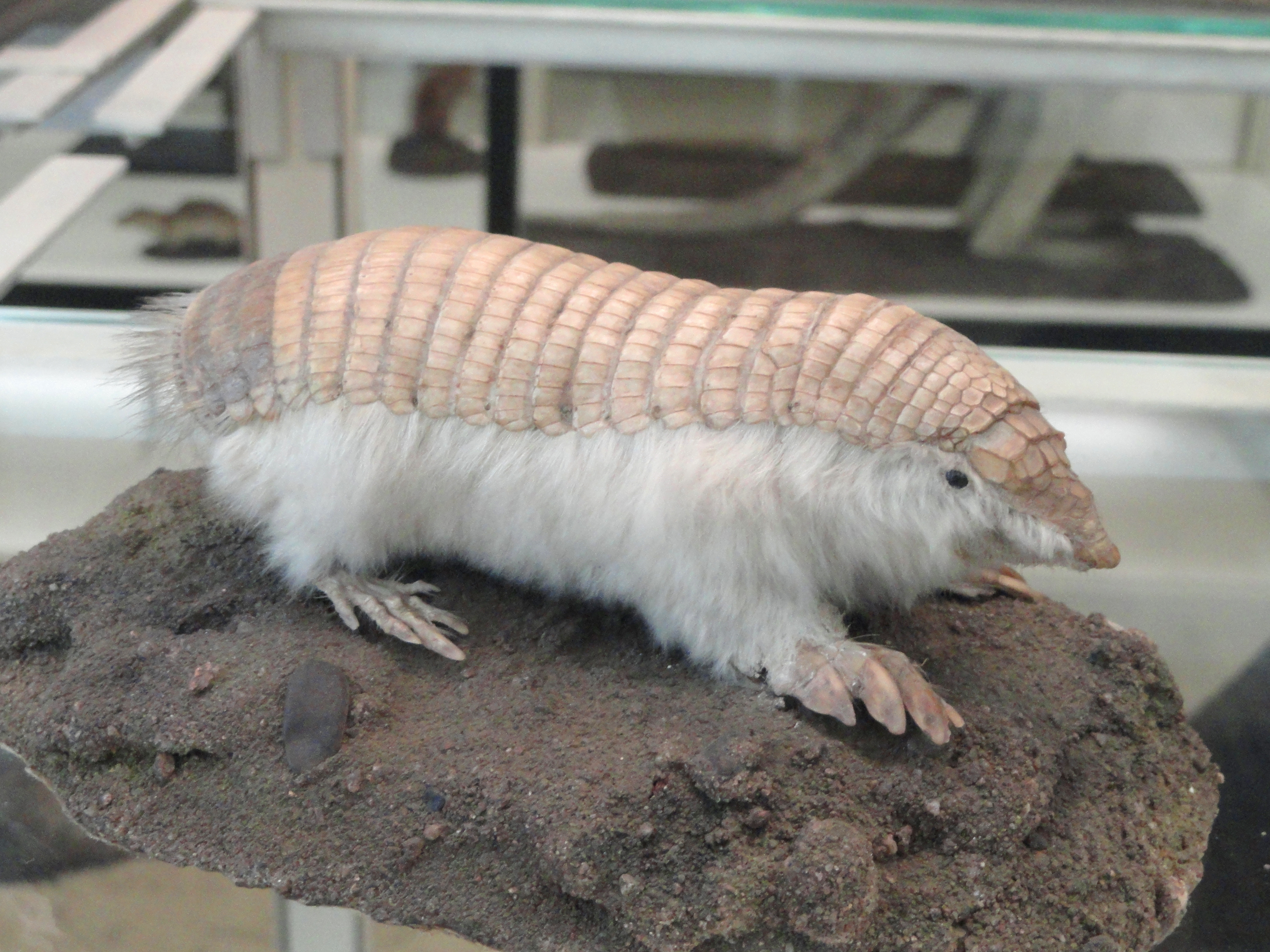
آرمادیلو پری‌وار صورتی تاکسیدرمی‌شده (Chlamyphorus truncatus)

بالاپوش‌داران (به لاتین: Chlamyphoridae) یک خانواده از پستانداران نواره‌سانان است. در حالی که گلیپتودونت‌ها به‌طور سنتی به عنوان سینگول‌های گروه اصلی در بیرون از گروهی که حاوی آرمادیلوهای مدرن هستند در نظر گرفته می‌شدند، این گمانه‌زنی وجود داشت که خانواده موجود آرمادیلو بر اساس شواهد ریخت‌شناسی می‌تواند پیراتباری باشد. در سال ۲۰۱۶، تجزیه و تحلیل mtDNA Doedicurus نشان داد که در واقع در درون آرمادیلوهای مدرن به عنوان گروه خواهر یک کلاد متشکل از Chlamyphorinae و گلوله‌ایان قرار گرفته‌است. به همین دلیل، همه آرمادیلوهای موجود به جز پشمینه‌پاها به خانواده جدیدی منتقل شدند.

## رده‌بندی
در زیر آریه‌شناسی از گونه‌های موجود آرمادیلوها در این خانواده آورده شده‌است.
خانواده Chlamyphoridae
- زیرخانواده Chlamyphorinae
  - سردهٔ Calyptophractus
    - آرمادیلو پری بزرگ، Calyptophractus retusus

  - سردهٔ Chlamyphorus
    - آرمادیلوی پری‌وار صورتی، Chlamyphorus truncatus
- زیرخانواده Euphractinae
  - سردهٔ Euphractus
    - آرمادیلوی شش‌نواره، Euphractus sexcinctus

  - سردهٔ Zaedyus
    - آرمادیلوی کوتوله، Zaedyus pichiy

  - سردهٔ Chaetophractus
    - آرمادیلوی پشمی جیغ‌کش، Chaetophractus vellerosus
    - آرمادیلوی پشمی بزرگ، Chaetophractus villosus
    - آرمادیلوی پشمی آند، Chaetophractus nationali
- زیرخانواده Tolypeutinae
  - سردهٔ Cabassous
    - آرمادیلوی دم‌برهنه بزرگ، Cabassous tatouay
    - آرمادیلوی دم‌برهنه چاکوآیی، Cabassous chacoensis
    - آرمادیلوی دم‌برهنه شمالی، Cabassous centralis
    - آرمادیلوی دم‌برهنه جنوبی، Cabassous unicinctus

  - سردهٔ Priodontes
    - آرمادیلوی غول‌پیکر، Priodontes maximus

  - سردهٔ Tolypeutes
    - آرمادیلوی سه‌نواره جنوبی، Tolypeutes matacus
    - آرمادیلوی سه‌نواره برزیلی، Tolypeutes tricinctus

## تبارشناسی

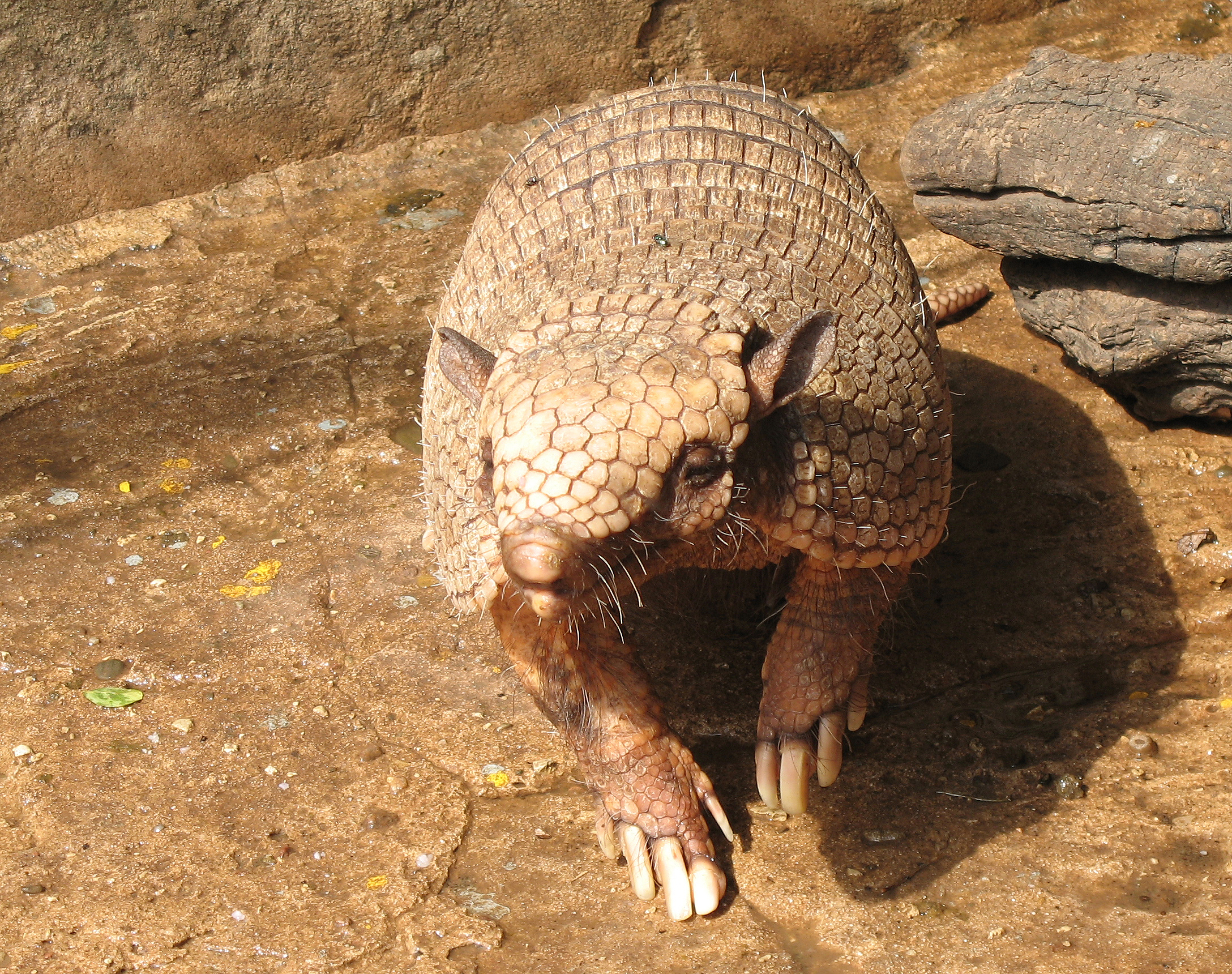
آرمادیلوی ۶ نواره (Euphractus sexcinctus)

Chlamyphoridae، مانند Dasypodidae، یک کلاد پایه در نواره‌سانان است، همان‌طور که در زیر نشان داده شده‌است.